# Complemento oggetto
Il complemento oggetto o complemento diretto è, in grammatica, uno dei due tipi di complemento nella tradizionale analisi logica italiana (l'altro è il complemento indiretto).
Costituito da un sintagma nominale (la persona, l'animale o la cosa su cui ricade direttamente l'azione espressa dal verbo), è di norma retto da un verbo transitivo.
Esso risponde alle domande: Chi? Che cosa?
Il complemento oggetto completa, quindi, il significato del predicato costituito sempre da un verbo transitivo attivo.
Esempi:
- Ottaviano sconfisse Antonio (chi?).
- Alessia ha portato un regalo (che cosa?).

La definizione, in sé utile, ha lo svantaggio di non distinguere il complemento oggetto dal soggetto, che in italiano di solito viene espresso nello stesso modo.

## Come si presenta il complemento
Il complemento è direttamente collegato al verbo, senza quindi uso di preposizioni.
Esempi:
- Mia nonna ha comprato la torta.
- Mia mamma ha comprato il pane.
- La nonna taglia la carne.
- Abbiamo organizzato la manifestazione.
- La mamma cucina le uova.

Quando il complemento oggetto è introdotto da un articolo partitivo il complemento è detto "complemento oggetto partitivo"
- Gli ospiti hanno portato delle bibite.

Delle bibite equivale ad alcune bibite.
Se vi è una particolare parentela etimologica tra verbo e complemento oggetto, si parla di "complemento oggetto interno":
- Vivere una vita.
- Sognare un sogno.

## Dalla frase semplice alla frase complessa
Oltre che con un nome, il complemento oggetto può essere espresso anche con una proposizione, chiamata subordinata oggettiva.
- Mi hanno raccontato che il lupo voleva mangiare Cappuccetto Rosso.

## Complemento oggetto interno
Alcuni verbi intransitivi possono reggere un complemento oggetto. Quando un oggetto diretto è espresso da un nome che ha la stessa radice del verbo intransitivo o esprime un significato simile. 
Es. Vivere una vita; Piangere lacrime;  

## Errori comuni
Rispondendo alle domande "Chi?" o "Che cosa?" il complemento oggetto induce spesso in errore. Può essere confuso con il predicato nominale e soggetto. Il complemento oggetto, in realtà, indica la persona, l'animale o la cosa su cui ricade direttamente l'azione compiuta dal soggetto ed espressa da un verbo transitivo attivo.
Esempio:
- Ho acquistato una maglietta

Su quale oggetto ricade l'azione di essere "acquistato"? Sulla maglietta.
- Claudia ha accompagnato Luisa a casa.

Su chi ricade l'azione di essere "accompagnato"? Su Luisa.